# C' Chartres MHB

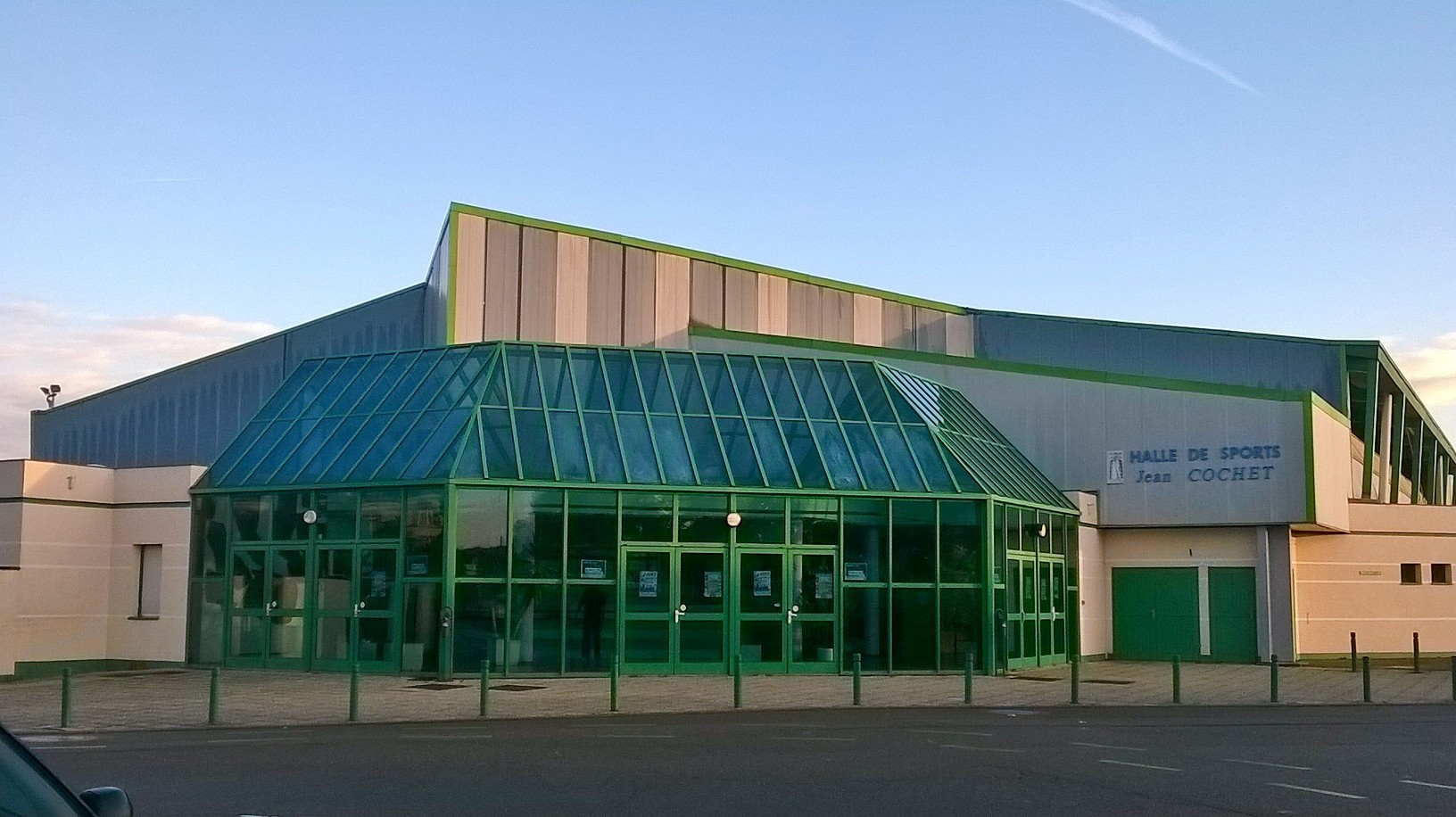
Hemmaarenan Halle Jean-Cochet i Chartres.

C' Chartres Métropole Handball (C' Chartres MHB) är en fransk handbollsklubb belägen i Chartres, departementet Eure-et-Loir, bildad 1969 som CS Mainvilliers HB. Laget fick sitt nuvarande namn 2018. Laget spelar sina hemmamatcher i Halle Jean-Cochet, där den spelar i ljusblått och vitt. Sedan september 2014 har man ett träningscenter. Herrlaget tränas sedan 2019 av spanjoren Antoni "Toni" Gerona.
2015 kvalificerade sig herrlaget för första gången till den högsta serien, LNH Division 1. Laget åkte ur direkt efter en säsong. 2019 var man åter tillbaka till den högsta serien, placerade sig på plats tio i ligan och gick till semifinal i franska cupen. Laget skulle ha mött HBC Nantes där, men matcherna spelades aldrig och turneringen avbröts helt på grund av covid-19-pandemin.